# Berecz Ede
Berecz Ede (Boldog, 1839. július 19. – Temesvár, 1910. május 1.) magyar orgonista,  főszékesegyházi karnagy, zenetanár.

## Egyházi művei
- Dallamos és könnyű előjátékok és fúgák orgonára és harmóniumra, 1897

## Tagsága
- A K. M. TERMÉSZETTUDOMÁNYI TÁRSULAT tagja[1]